# Holger Meins

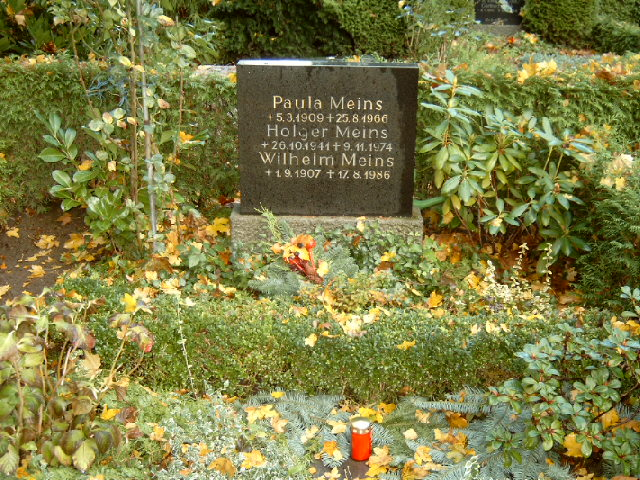
Tumba de Holger Meins.

Holger Klaus Meins (Hamburgo, 26 de octubre de 1941-Wittlich, 9 de noviembre de 1974) fue un estudiante alemán de Bellas Artes y  de Cinematografía que se identificaba con ideas de izquierda, que lo llevaron a integrarse a la Fracción del Ejército Rojo (RAF), movimiento juvenil terrorista de corte antiimperialista en Alemania Occidental, siendo capturado a principios de la década de los setenta por su combativa militancia en el grupo y falleciendo en prisión producto de una huelga de hambre.

## Como revolucionario
Meins desde muy joven se identifica con las ideas de izquierda y participa en las protestas contra la visita del Sha de Irán Mohammad Reza Pahlavi y su esposa Farah Diba en la Ciudad de Berlín. El 27 de noviembre de 1968 Holger y otros diecisiete jóvenes toman la Academia Alemana de Cine y Televisión, motivo por el cual es expulsado. En septiembre de 1969 Meins se traslada a la famosa "Kommune 1" y en 1970 ingresa a la RAF bajo el seudónimo de "Rolf". En mayo de 1972 participa en atentados, sabotajes y diversas acciones de propaganda armada en Frankfurt, Augsburg, Múnich, Karlsruhe, Hamburgo y Heidelberg. 
Meins se convirtió en uno de los militantes más activos de la RAF y fue visto como una especie de líder. Desde la clandestinidad participó en el trabajo organizativo y en planificaciones de la banda e incluso diseñó una envoltura para granadas y bombas que podían ser colocadas debajo del vestido de las mujeres, dando la impresión de estar embarazadas, de manera de ocultar fácilmente la colocación de bombas en objetivos enemigos.  
El 1 de junio de 1972, Meins, Andreas Baader y Jan Carl Raspe fueron a chequear un depósito de explosivos escondido en un garaje en Fráncfort del Meno. Sin percatarse, la policía estaba vigilando el sitio, Meins y Baader ingresaron al garaje y fueron inmediatamente rodeados. La policía bloqueó la salida y lanzó granadas de gas lacrimógeno al garaje, de inmediato Baader se las lanzó de regreso. No pasó mucho tiempo cuando Baader recibió un tiro en la pierna y Meins salió con las manos arriba. Todos fueron arrestados, incluyendo Raspe. 
En la prisión, Meins y los convictos de la RAF iniciaron varias huelgas de hambre contra las autoridades de la prisión por las condiciones de aislamiento a las que fueron sometidos. Meins libró su última batalla dando inicio a su tercera huelga de hambre el 13 de septiembre de 1974 y aunque alimentado por la fuerza por las autoridades,  Meins dejó de respirar el 9 de noviembre de 1974.
Midiendo 1,86 metros de altura, Meins llegó a pesar 39 kilos al momento de su muerte. Se cree que no se permitió a los doctores chequear o atender a Meins durante su huelga de hambre, incluso los médicos de la prisión recomendaron que el detenido debía ser trasladado a Cuidados Intensivos.

## Consecuencias
La muerte de Meins provocó protestas a lo largo de toda Europa, con muchos actos de violencia y causó el odio de los miembros de la RAF. El chofer de Jean-Paul Sartre, durante su reunión con Andreas Baader, y después terrorista también, Hans-Joachim Klein declaró posteriormente que siempre cargaba una fotografía del cuerpo de Holger Meins en la autopsia para reforzar su odio hacia el sistema “fascista” de Alemania Occidental.
En su memoria los miembros de la RAF que ejecutaron la toma de la Embajada Alemana en Estocolmo en 1975, nombraron al Comando con el nombre de Holger Klaus Meins.
Su nombre fue incluido como uno de los mártires del movimiento, en el Testamento Final de disolución de la Fracción del Ejército Rojo, el 20 de abril de 1998.